# Kościół Starokatolicki w Republice Czeskiej
Kościół Starokatolicki w Republice Czeskiej (cz. Starokatolická církev v České republice) – kościół starokatolicki, będący członkiem Unii Utrechckiej Kościołów Starokatolickich (2,7 tys. wiernych). Kościół należy również do Krajowej Rady Ekumenicznej, Światowej Rady Kościołów i Konferencji Kościołów Europejskich. Organem prasowym wspólnoty jest „Communio”. Zwierzchnikiem kościoła jest biskup Pavel Benedikt Stránský.

## Historia
Po I wojnie światowej rozpad monarchii austriackiej pociągnął za sobą konieczność nowego podziału kościelnego. Obok biskupstwa w Varnsdorf w Czechosłowacji, utworzono w 1920 r. biskupstwo austriackie z siedzibą w Wiedniu. W prowincji praskiej istniejącej od 1900 r. po pierwszym czeskim duszpasterzu – ks. dr. Franciszku Iszce, utworzyła się silna grupa starokatolickich teologów. W 1924 r. na biskupa Kościoła wybrano ks. Aloisa Paszka, który w 1924 r. otrzymał w Bernie sakrę biskupią. Podczas drugiej wojny światowej Kościół poniósł dotkliwe straty osobowe i materialne. W czerwcu 1968 r. odbył się 37 Synod Kościoła, który dokonał wyboru nowego biskupa, został nim ks. dr Augustin Podolak, który przejął sakrę w Utrechcie. W 1972 r. kolejnym biskupem został ks. dr Jan Heger. Od 1991 r. zwierzchnikiem wspólnoty został biskup Dušan Hejbal. W 1993 r. Kościół Starokatolicki w Czechosłowacji, został przekształcony w Kościół Starokatolicki w Czechach, a w 1995 r. wyodrębniono Kościół Starokatolicki na Słowacji.

## Nauka Kościoła Starokatolickiego w Republice Czeskiej
Doktryna Starokatolicka opiera się na nauce niepodzielonego Kościoła Powszechnego pierwszych wieków, ujętej w ustaleniach Soborów Ekumenicznych. Starokatolicy najwyższą cześć oddają Bogu, wyznają wiarę w realną obecność ciała i krwi pańskiej w Eucharystii, zaś komunia jest udzielana pod dwiema postaciami: chleba i wina. Eucharystia nie jest w starokatolicyzmie powtórzeniem ofiary Chrystusa, a jej upamiętnieniem czy też uobecnieniem. W starokatolicyzmie istnieje również kult Maryi Panny, jednak odrzucany jest dogmat o jej Niepokalanym Poczęciu i Wniebowzięciu, zniesione zostały dogmaty przyjęte przez Kościół zachodni po rozłamie z Kościołem wschodnim. Starokatolicy oddają cześć także aniołom, apostołom, męczennikom i świętym. Kościół umożliwia spowiedź w konfesjonale, ale wiernym odpuszcza się grzechy także w trakcie mszy podczas spowiedzi powszechnej. Kościoły starokatolickie nie uznają nieomylności i władzy papieży. Kościół Starokatolicki w Republice Czeskiej jest ściśle związany z Kościołem Anglikańskim w Czechach. Kościół utrzymuje wspólnotę komunijną właśnie ze Wspólnotą Anglikańską, a także z Kościołem Starokatolickim Mariawitów, Polskim Narodowym Kościołem Katolickim oraz Niezależnym Kościołem Filipińskim.

## Duchowni
Obecnie Kościół liczy 6 księży w 13 parafiach. Duchownym Kościoła starokatolickiego może być mężczyzna lub kobieta, pod warunkiem ukończenia wyższych studiów teologicznych na uniwersytecie oraz Seminarium Duchownego i zdania egzaminu kościelnego dopuszczającego do święceń. Święcenia kapłańskie diakonatu udostępnione są dla kobiet i mężczyzn, prezbiteratu udziela się wyłącznie mężczyznom. Biskupem w Kościele starokatolickim może być kapłan wybrany przez Synod Ogólnokrajowy, konsekrowany przez przynajmniej trzech biskupów – członków Międzynarodowej Konferencji Biskupów Starokatolickich Unii Utrechckiej. Kapłanów nie obowiązuje celibat. W Kościele obowiązują stroje liturgiczne podobne jak w Kościele rzymskokatolickim. W 2016 roku na biskupa Kościoła wybrano ks. dr. Pawła Stranskiego, jego konsekracja biskupia odbyła się w 2017 roku.

## Administracja
- Wspólnota starokatolicka w Bratysławie, administrator: ks. dr Martin Kováč[1]
- Parafia św. Cyryla i Metodego w Brnie, administrator: ks. Rostislav K. Toman[2]
- Parafia św. Ducha w Břidličnej, proboszcz: ks. Pavel Cepek[3]
- Parafia w Czeskim Cieszynie, proboszcz: ks. Cezary A. Mizia[4]
  - wspólnota starokatolicka w Ostrawie[4]
- Parafia Wniebowstąpienia Pańskiego w Desnie, administrator: ks. dr Karel Koláček[5]
- Parafia św. Pawła w Igławie, proboszcz: ks. Martin Čapka[6]
- Parafia w Havlíčkovym Brodzie, administrator: ks. dr Václav Pavlosek[7]
- Parafia Podwyższenia Krzyża Świętego w Jabloncu nad Nysą, proboszcz: ks. dr Karel Koláček[8]
  - Kaplica w Jiczynie
- Parafia w Pacovie, proboszcz: ks. Grzegorz Żywczok[9]
- Parafia w Pelhřimovie, proboszcz: ks. Grzegorz Żywczok[10]
- Parafia św. Klemensa w Pradze, proboszcz: ks. Ricky Yates[11]
- Parafia św. Marii Magdaleny w Pradze, proboszcz: ks.  Marek Bendy Růžička[12]
  - Kaplica Świętej Rodziny w Pradze[12]
- Parafia św. Wawrzyńca w Pradze, administrator: ks. dr Petr Jan Vinš[13]
  - Kaplica w Kurii Biskupiej w Pradze[14]
- Parafia św. Krzyża w Pradze, proboszcz: ks. Petr Krohe[15]
  - Kaplica św. Krzyża w Pradze[15]
- Parafia w Soběslavie, proboszcz: ks. Aleš Svoboda[16]
- Parafia św. Jana Ewangelisty w Šumperku, proboszcz: ks. Pavel Čepek[17]
- Parafia św. Jakuba i św. Filipa Apostołów w Taborze, proboszcz: ks. Alois Sassmann[18]
  - Kaplica w Strakonicach
- Wspólnota starokatolicka w Trnawie, administrator: ks. dr Martin Kováč[19]
- Parafia w Písku, proboszcz: ks. Aleš Svoboda[20]
- Parafia Przemienienia Pańskiego w Varnsdorfie, proboszcz: ks. Roland Solloch[21]
- Parafia Zmartwychwstania Pańskiego w Zlinie, proboszcz: bp dr Pavel Benedikt Stránský[22]